# 傅南喬
傅南喬（1474年—？），字梁器（又作字良器），浙江紹興府山陰縣軍籍上虞縣人，明朝政治人物。

## 生平
弘治十七年（1504年）甲子科浙江鄉試第十九名舉人。正德十二年（1517年）中式丁丑科會試第二百七十八名，登第三甲第九十四名進士。刑部观政，授江西临川县知县，升庐州府同知，卒于官。

## 家族
曾祖傅福潤，曾任印鈔局副使；祖父傅蘭芳；父傅昭，曾任茶引所大使。母范氏。永感下。兄南珍。弟南玙。